# Serpula verrucosa
Serpula verrucosa är en ringmaskart som beskrevs av Lommerzheim 1979. Serpula verrucosa ingår i släktet Serpula och familjen Serpulidae. Inga underarter finns listade i Catalogue of Life.